# Citroën Xsara Picasso
Citroën Xsara Picasso (type C) er en kompakt MPV fra Citroën, som blev præsenteret i november 1999 og kom på markedet i januar 2000. Modellen er baseret på den lille mellemklassebil Citroën Xsara, og er den første kompakte MPV fra Citroën.

## Generelt
Xsara Picasso er opkaldt efter den spanske maler Pablo Picasso. Malerens efterkommere havde fået varemærkebeskyttet navnet Picasso, også som bilmodelnavn, så Citroën var nødt til at købe en licens for at få lov til at benytte navnet.
Picasso kunne i den første tid leveres med tre forskellige motorer, en 1,6-liters benzinmotor med 88 hk (fra modelår 2001 95 hk), en 1,8-liters 16V-benzinmotor med 115 hk og en 2,0-liters HDi-dieselmotor med 90 hk. I starten af 2003 fulgte en 2,0 16V-motor med 136 hk, som kun fandtes med automatgear.
I foråret 2004 blev Xsara Picasso let modificeret i rammerne af et facelift. Modellen kunne nu købes i tre forskellige udstyrsvarianter, Style, Comfort og Tendance. Samtidig med faceliftet kom der også en nyudviklet 1,6-liters HDi-motor med 109 hk, som i 2005 kom i en udgave med 90 hk, som afløste den gamle 2,0 HDi. Derudover kom der i 2005 også en 1,6i 16V-benzinmotor med 109 hk, som afløste både 1,6i og 1,8i 16V. Optisk kan den faceliftede version kendes på luftindtaget i den forreste kofanger oven over nummerpladen.
I kategorien "Vans" i ADAC's fejlstatistikker lå Xsara Picasso i år 2004 på førstepladsen.
Efterfølgeren for Xsara Picasso hedder Citroën C4 Picasso og blev præsenteret på Paris Motor Show i 2006 og gik i produktion i oktober 2006.
Xsara Picasso blev dog fortsat bygget frem til april 2010 som billig indstigningsmodel sideløbende med efterfølgeren, dog med reduceret udstyrsniveau. Dermed bortfaldt panoramaglastaget og læderkabinen på listen over ekstraudstyr fra slutningen af januar 2007, og 2,0i 16V-motoren udgik.
- Xsara Picasso bagfra
- Citroën Xsara Picasso (2004−2010)
- Den faceliftede Xsara Picasso bagfra

## Sikkerhed
Xsara Picasso blev i 2001 kollisionstestet af Euro NCAP med et resultat på fire stjerner ud af fem mulige.
Det svenske forsikringsselskab Folksam vurderer flere forskellige bilmodeller ud fra oplysninger fra virkelige ulykker, hvorved risikoen for død eller invaliditet i tilfælde af en ulykke måles. I rapporterne Hur säker är bilen? er/var Xsara Picasso klassificeret som følger:
- 2013: Mindst 20 % bedre end middelbilen[5]
- 2015: Mindst 20 % bedre end middelbilen[6]
- 2017: Mindst 20 % bedre end middelbilen[7]
- 2019: Mindst 20 % bedre end middelbilen[8]

## Tekniske data
|                                                | 1.6i                | 1.6i                | 1.6i 16V            | 1.8i 16V            | 2.0i 16V                | 1.6 HDi                   | 1.6 HDi                   | 2.0 HDi            |
| Byggeår                                        | 2000                | 2000−2005           | 2005−2010           | 2000−2005           | 2003−2007               | 2005−2010                 | 2004−2010                 | 2000−2005          |
| Motordata                                      |                     |                     |                     |                     |                         |                           |                           |                    |
| Motorkode                                      | TU5 JP (NFZ)        | TU5 JP (NFV)        | TU5 JP4 (NFU)       | EW7 J4 (6FZ)        | EW10 J4 (RFN)           | DV6 ATED4 (9HX)           | DV6 TED4 (9HZ/Y)          | DW10 TD (RHY)      |
| Motortype                                      | R4-benzinmotor      | R4-benzinmotor      | R4-benzinmotor      | R4-benzinmotor      | R4-benzinmotor          | R4-dieselmotor            | R4-dieselmotor            | R4-dieselmotor     |
| Antal ventiler pr. cylinder                    | 2                   | 2                   | 4                   | 4                   | 4                       | 4                         | 4                         | 2                  |
| Ventilstyring                                  | OHC, tandrem        | OHC, tandrem        | DOHC, tandrem       | DOHC, tandrem       | DOHC, tandrem           | DOHC, tandrem             | DOHC, tandrem             | OHC, tandrem       |
| Fødesystem                                     | Multipoint          | Multipoint          | Multipoint          | Multipoint          | Multipoint              | Commonrail                | Commonrail                | Commonrail         |
| Trykladning                                    | –                   | –                   | –                   | –                   | –                       | Turbolader, ladeluftkøler | Turbolader, ladeluftkøler | Turbolader         |
| Køling                                         | Vandkøling          | Vandkøling          | Vandkøling          | Vandkøling          | Vandkøling              | Vandkøling                | Vandkøling                | Vandkøling         |
| Boring × slaglængde                            | 78,5 × 82,0 mm      | 78,5 × 82,0 mm      | 78,5 × 82,0 mm      | 82,7 × 81,4 mm      | 85,0 × 88,0 mm          | 75,0 × 88,3 mm            | 75,0 × 88,3 mm            | 85,0 × 88,0 mm     |
| Slagvolume                                     | 1587 cm³            | 1587 cm³            | 1587 cm³            | 1749 cm³            | 1997 cm³                | 1560 cm³                  | 1560 cm³                  | 1997 cm³           |
| Kompressionsforhold                            | 10,2:1              | 10,2:1              | 9,6:1               | 10,8:1              | 10,8:1                  | 18,0:1                    | 17,6:1                    | 18,0:1             |
| Maks. effekt ved omdr./min.                    | 65 kW (88 hk) 5600  | 70 kW (95 hk) 5700  | 80 kW (109 hk) 6000 | 85 kW (115 hk) 5500 | 100 kW (136 hk) 6000    | 66 kW (90 hk) 4000        | 80 kW (109 hk) 4000       | 66 kW (90 hk) 4000 |
| Maks. drejningsmoment ved omdr./min.           | 135 Nm 3000         | 135 Nm 3000         | 147 Nm 4000         | 160 Nm 4000         | 191 Nm 4100             | 215 Nm 1750               | 240 Nm 1750               | 205 Nm 1900        |
| Udstødningsnorm                                | Euro 2              | Euro 3              | Euro 4              | Euro 3              | Euro 3                  | Euro 4                    | Euro 4                    | Euro 3             |
| Kraftoverførsel                                |                     |                     |                     |                     |                         |                           |                           |                    |
| Drivende hjul                                  | Forhjul             | Forhjul             | Forhjul             | Forhjul             | Forhjul                 | Forhjul                   | Forhjul                   | Forhjul            |
| Gearkasse                                      | 5-trins manuel      | 5-trins manuel      | 5-trins manuel      | 5-trins manuel      | 4-trins automatisk (ZF) | 5-trins manuel            | 5-trins manuel            | 5-trins manuel     |
| Præstationer                                   |                     |                     |                     |                     |                         |                           |                           |                    |
| Topfart                                        | 168 km/t            | 171 km/t            | 180 km/t            | 190 km/t            | 192 km/t                | 175 km/t                  | 183 km/t                  | 175 km/t           |
| Acceleration 0-100 km/t                        | 15,8 sek.           | 15,0 sek.           | 11,4 sek.           | 12,2 sek.           | 12,5 sek.               | 12,6 sek.                 | 10,8 sek.                 | 14,5 sek.          |
| Brændstofforbrug pr. 100 km ved blandet kørsel | 7,7 liter Blyfri 95 | 7,5 liter Blyfri 95 | 7,3 liter Blyfri 95 | 7,7 liter Blyfri 95 | 8,6 liter Blyfri 95     | 5,1 liter Diesel          | 5,1 liter Diesel          | 5,5 liter Diesel   |
| CO2-udslip ved blandet kørsel                  | 187 g/km            | 178 g/km            | 172 g/km            | 187 g/km            | 205 g/km                | 135 g/km                  | 136 g/km                  | 147 g/km           |

1. ↑  Med overboost: 260 Nm

Versionerne med benzinmotor er af fabrikanten godkendt til brug med E10-brændstof.

## Xsara Picasso udenfor Europa
Mellem 2001 og 2012 blev Xsara Picasso også fremstillet i Porto Real, Brasilien til det sydamerikanske marked. I 2007 fik den et facelift, hvor blandt andet kølergrillen blev ændret.
Desuden blev modellen frem til 2010 fremstillet i Wuhan, Kina til det asiatiske marked. Frem til 2012 fortsatte produktionen i Kairo, Egypten til Nærorienten samt i Vigo, Spanien til Østeuropa.

## Trivia
Citroën var sponsor for udstillingen "Picasso und das Theater" (Picasso og teatret) i Schirn Kunsthalle Frankfurt i 2006-07.